# Ерін Деншем
Ерін Деншем  (англ. Erin Densham, 3 травня 1985) — австралійська тріатлоністка, олімпійська медалістка.

## Досягнення
- Олімпійські ігри: третє місце — 2012.
- Молодіжний чемпіонат світу: перше місце — 2006.
- Чемпіонат Океанії: перше місце — 2007, 2015 (крос-тріатлон); третє місце — 2012

## Статистика
Статистика виступів на головних турнірах світового тріатлону:
| Дата | Назва турніру                   | Місце | Очки (час) | Примітки |
| ---- | ------------------------------- | ----- | ---------- | -------- |
| 2007 | Чемпіонат світу                 | DNS   |            |          |
| 2007 | Кубок світу                     | 19    | 131        | [ 2 ]    |
| 2008 | Чемпіонат світу                 | 4     | 02:02:32   |          |
| 2008 | Олімпійські ігри                | 22    | 02:03:07   |          |
| 2008 | Кубок світу                     | 10    | 131        | [ 3 ]    |
| 2009 | Чемпіонат світу (естафета)      | DNF   |            |          |
| 2009 | Світова серія                   | 70    | 237        | [ 4 ]    |
| 2010 | Чемпіонат світу (спринт)        | 4     | 00:59:09   |          |
|      | Чемпіонат світу (естафета)      | NC    |            |          |
| 2010 | Світова серія                   | 70    | 300        |          |
| 2011 | Світова серія                   | 26    | 1185       |          |
| 2012 | Олімпійські ігри                | 3     | 01:59:50   |          |
|      | Чемпіонат світу (естафета)      | 15    |            |          |
|      | Світова серія                   | 5     | 3611       |          |
| 2013 | Світова серія                   | 84    | 149        |          |
| 2014 | Чемпіонат світу (корс-тріатлон) | DNF   |            |          |
| 2014 | Світова серія                   |       |            |          |
| 2015 | Світова серія                   | 31    | 1374       |          |
| 2016 | Олімпійські ігри                | 12    | 01:59:27   |          |
| 2016 | Світова серія                   | 73    | 431        |          |

Перемоги на окремих етапах міжнародних турнірів:
- Світова серія (2): 2012, 2012
- Кубок світу (1): 2012
- Кубок Європи (3): 2010, 2010, 2011
- Кубок Азії (3): 2006, 2006, 2010
- Кубок Африки (1): 2010

## Галерея

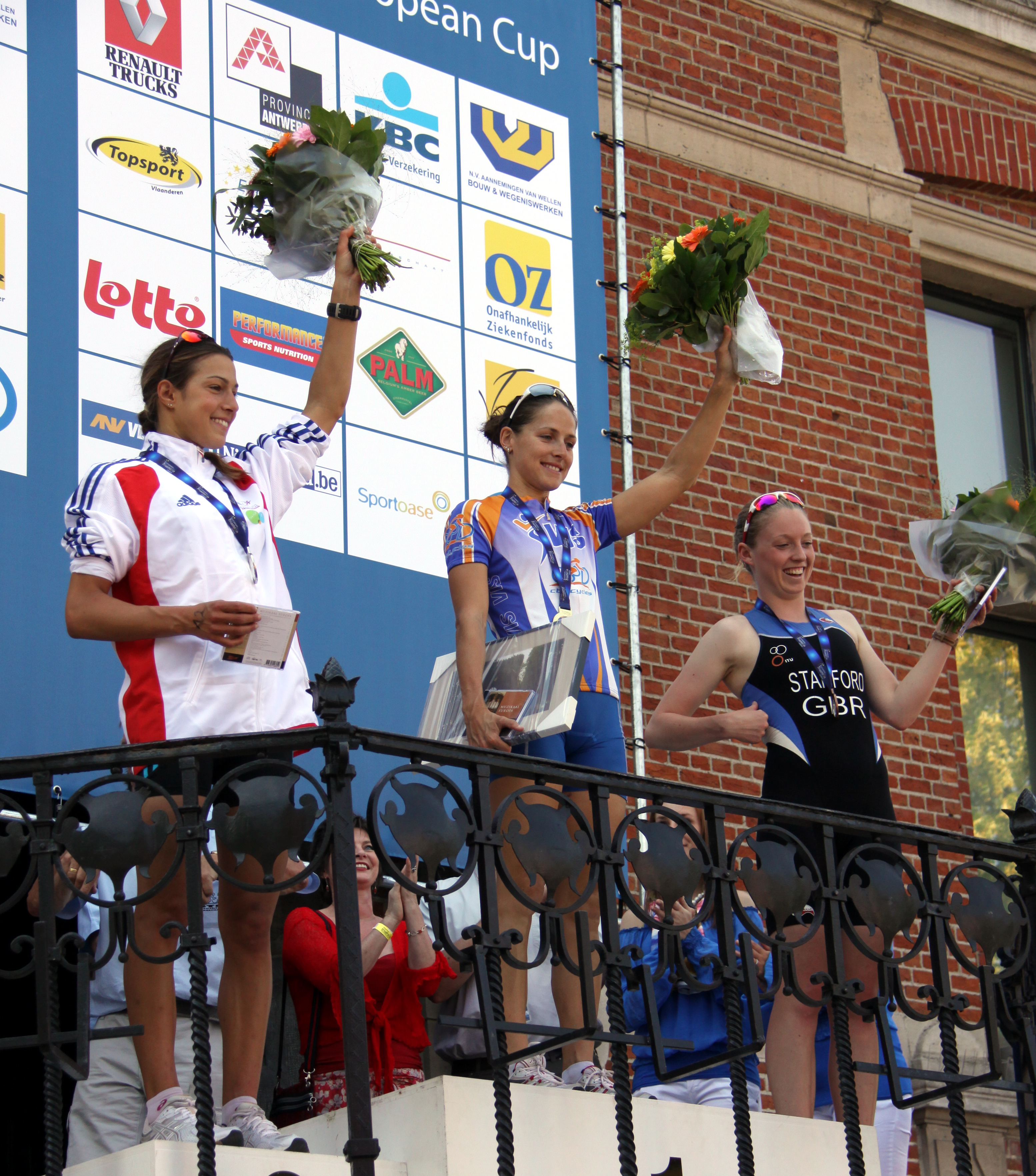
Шарлотта Морель, Ерін Деншем і Нон Стенфорд (2010)
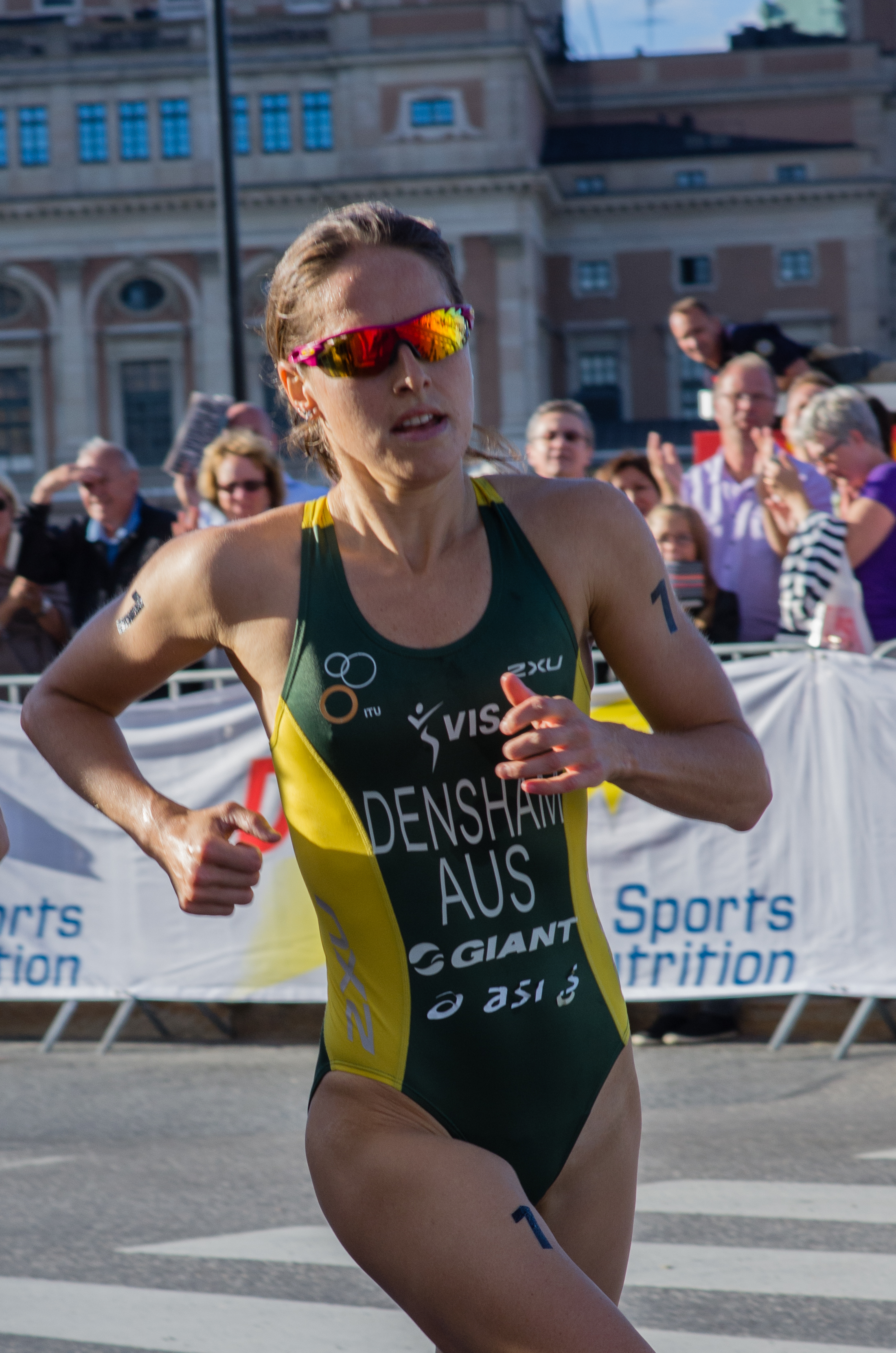
Стокгольм (2012)